# La Tour-en-Jarez
La Tour-en-Jarez is een gemeente in het Franse departement Loire (regio Auvergne-Rhône-Alpes). De plaats maakt deel uit van het arrondissement Saint-Étienne. La Tour-en-Jarez telde op 1 januari 2022 1.484 inwoners.

## Geografie
De oppervlakte van La Tour-en-Jarez bedroeg op 1 januari 2022 5,05 vierkante kilometer; de bevolkingsdichtheid was toen 293,9 inwoners per km².

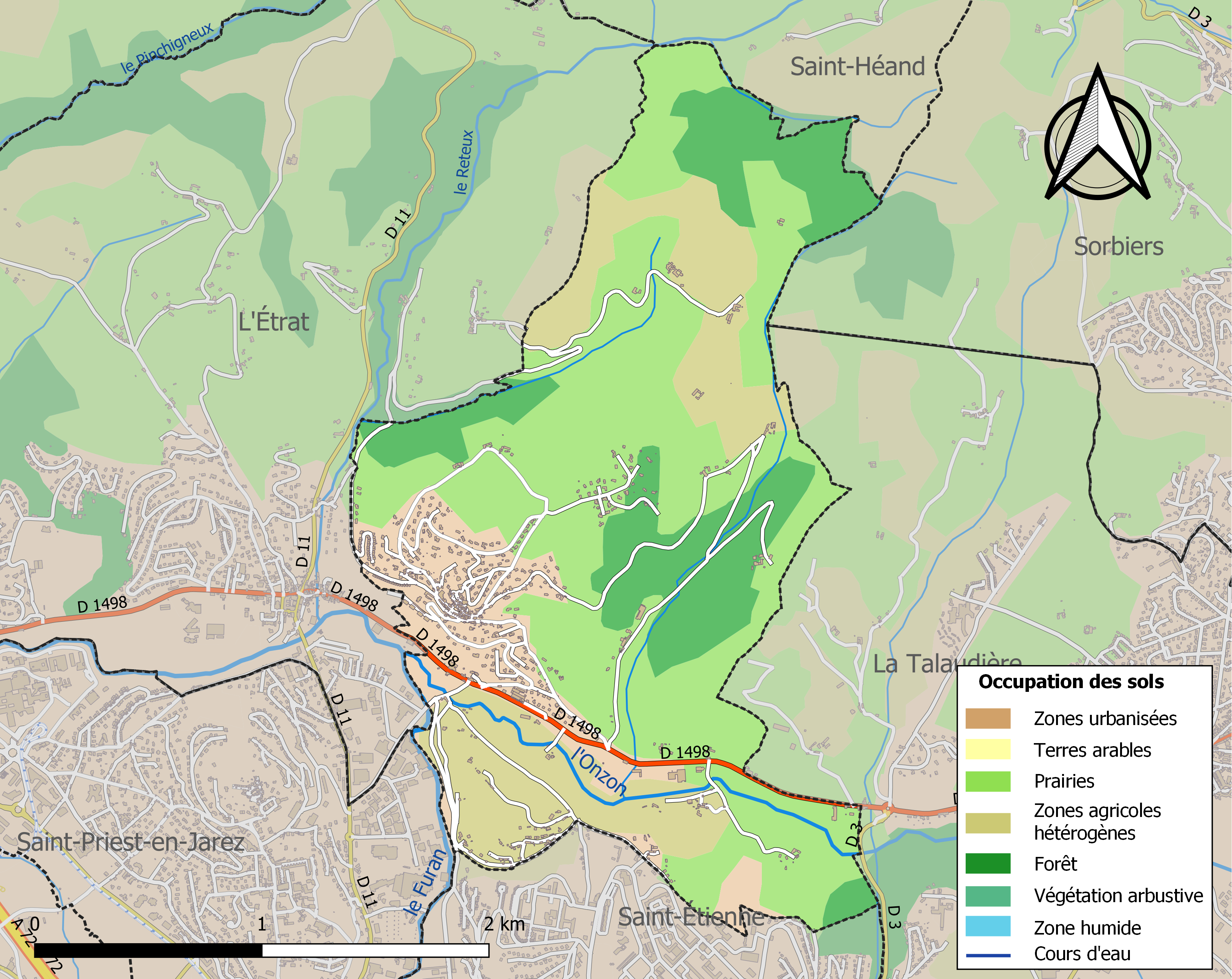
Kaart van de gemeente met de belangrijkste infrastructuur, bodemgebruik en omliggende gemeenten

## Demografie
Onderstaande figuur toont het verloop van het inwonertal (bron: INSEE-tellingen).